# Łazy, Lubusz
Lazy (română Leneșul, germană Laaso, în Limba sorabă: Laz) este un sat în Polonia, situat în Voievodatul Lubusz, în județul Krosno, în orașul Gubin. În anii 1975-1998 localitatea a aparținut administrativ de regiunea Zielona Gora. Înainte de 1945, satul era parte din Germania.